# Festival Internacional de Cine de Madrid
El Festival Internacional de Cine de Madrid es un festival anual cinematográfico español centrado en cine independiente. Fue fundado en 1997 en Madrid. Las galas tienen lugar en el mes de julio. La actriz María Félix fue la primera actriz en ser reconocida

## Nominaciones
En 2014 el actor Daniel Baldwin obtuvo el premio al Mejor Actor Secundario por su actuación en Helen Alone. La Mejor Producción fue para el film británico Third Row Centre interpretada por Alice Krige, galardonada en la categoría a la Mejor Productora.
Al año siguiente el premio fue a parar a Asaf Epstein y Adi Feldman por su cortometraje: Schnitzel a la Mejor Producción de Habla No-Española.
La misma edición fue fructífera para una película filipina producida por el Colegio de LaSalle de San Benilde, Malate. Gabriel Fernández, quien fuera comisionado en 2013 por Benilde, obtuvo un premio honorífico. La actriz filipina Cherie Gil obtuvo otro premio a la Mejor Actriz.